# Gouin-Stausee
Das Réservoir Gouin (französisch für „Gouin-Stausee“) ist ein großer Stausee in der kanadischen Provinz Québec. 

## Lage
Der Stausee befindet sich etwa gleich weit von Ottawa, Montréal und der Stadt Québec entfernt.
Der Stausee ist weit verzweigt und weist viele Inseln, Halbinseln und Buchten auf. Die Uferlinie ist mehr als 5600 km lang, die durchschnittliche Wassertiefe beträgt nur 5,5 m. Die Wasseroberfläche beträgt bei Normalstau etwa 1302 km².
Der Fluss Saint-Maurice entspringt dem Stausee. Benannt wurde er nach Lomer Gouin, von 1905 bis 1920 Premierminister von Québec.
Die Barrage Gouin (⊙) hat eine Höhe von 26 m und eine Länge von 502 m. Sie wurde 1918 fertiggestellt. Am Stausee gibt es ein kleines Wasserkraftwerk mit zwei Turbinen zu je 300 kW. Ab 1918 nutzte die Shawinigan Water and Power Company den Stausee zur Regulierung des Wasserzuflusses der weiter flussabwärts gelegenen Kraftwerke. Seit 1963 werden alle Anlagen von Hydro-Québec betrieben.
Die weiter unten gelegene Staumauer „La Loutre“, eine Gewichtsstaumauer, ist mit 16 m Höhe eher klein. Es existieren keine gepflasterten Straßen zum Stausee, sondern nur Forststraßen und die Möglichkeit, mit dem Flugzeug dorthin zu gelangen. Der Stausee ist sehr fischreich und bei Anglern beliebt.